# Mary Two-Axe Earley
Mary Two-Axe Earley, nacida Mary Two-Axe, (Kahnawake, 4 de octubre de 1911-21 de agosto de 1996) fue una activista mohawk y oneida por los derechos de las mujeres de la reserva de Kahnawake en Quebec, Canadá. Tras perder su estatus indio legal por casarse con un hombre sin estatus, Two-Axe Earley abogó por cambios en la Ley Indígena, que promovía la discriminación de género y despojaba a las mujeres de las Naciones Originarias del derecho a participar en la vida política y cultural de las reservas.
En 1967, Two-Axe Earley ayudó a establecer la organización Derechos de las Mujeres Indígenas y dirigió la presentación de un informe a la Royal Commission on the Status of Women (Comisión Real sobre la Condición Jurídica y Social de la Mujer). En 1974, cofundó la Asociación de Mujeres Nativas de Quebec y al año siguiente recibió atención nacional e internacional en la conferencia del Año Internacional de la Mujer en México cuando luchó públicamente contra los intentos del Consejo de su banda de desalojarla formalmente de Kahnawake.
El 28 de junio de 1985, el Parlamento canadiense aprobó el proyecto de Ley C-31 para enmendar la Ley Indígena, eliminando la discriminación de género original de la Ley y creando un nuevo proceso de reintegración para que las mujeres afectadas de las Naciones Originarias recuperaran su condición de indias. Two-Axe Earley se convirtió en la primera mujer en recuperar su estatus y miles de otras mujeres de las Naciones Originarias y sus descendientes tuvieron la misma oportunidad de recuperar su identidad legal y cultural perdida bajo la ley canadiense. La NFB estrenó la película sobre su lucha por la igualdad, Mary Two-Axe Earley: I Am Indian Again, en 2021.

## Trayectoria

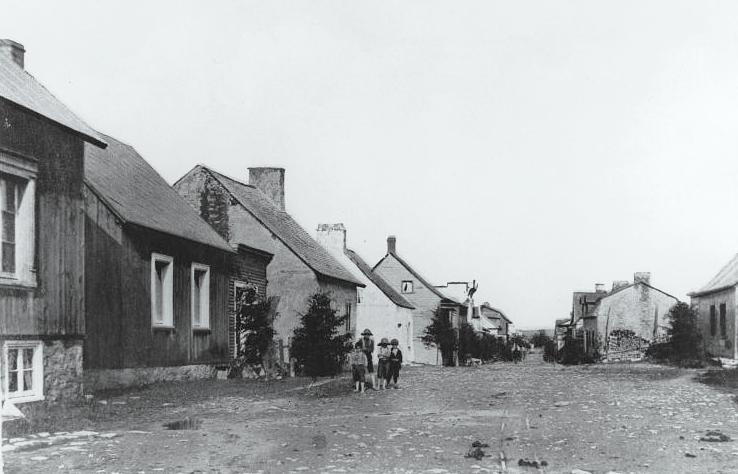
La reserva de Kahnawake en 1910

Mary Two-Axe nació el 4 de octubre de 1911 en la reserva Mohawk de Kahnawake (entonces conocida como Caughnawaga). Su padre, Dominic Onenhariio Two-Axe, era mohawk mientras que su madre, Juliet Smith, era enfermera y maestra oneida. Cuando Mary Two-Axe tenía solo 10 años, su madre murió de gripe mientras trataba a pacientes jóvenes en Dakota del Norte, y Two-Axe pasó el resto de su infancia con sus abuelos en Kahnawake.
Cuando Two-Axe tenía 18 años, se mudó a Brooklyn, Nueva York, en busca de trabajo. Se casó con un ingeniero eléctrico irlandés-estadounidense llamado Edward Earley en 1938, y tuvieron dos hijos: Edward y Rosemary. La familia visitaba Kahnawake todos los veranos.

### Activismo
Debido a que Mary Two-Axe Earley se había casado con un hombre "sin estatus" (un hombre que no tenía estatus indio legal según la ley canadiense), fue despojada de su propio estatus indio. La Ley India, extraída de las nociones europeas de la era victoriana sobre género y poder, trataba a hombres y mujeres de las Primeras Naciones de manera desigual: un hombre podía casarse con una mujer sin estatus y aun así conservar su propio estatus pero, al contrario, no ocurría lo mismo. Cuando Two-Axe Earley se casó con Edward Earley, perdió su estatus y sus derechos indios: se le prohibió poseer tierras en la reserva de Kahnawake, participar en las elecciones de la reserva o incluso ser enterrada en los cementerios de la reserva – y tampoco podía transmitir estos derechos a sus hijos.
Durante los primeros años de su matrimonio, Two-Axe Earley no consideró importante la pérdida de su estatus, ya que vivía una vida feliz con su marido y sus hijos. Sin embargo, con el tiempo, vio los impactos emocionales de la ley. En 1966, una amiga mohawk murió de un ataque al corazón en sus brazos. La mujer se había visto obligada a mudarse de Kahnawake y le habían quitado su casa debido a la Ley Indígena. Two-Axe Earley estaba convencida de que la pérdida había contribuido a la muerte de su amiga.

### Lucha por el cambio
Profundamente impactada por la pérdida de su amiga, Two-Axe Earley comenzó a hacer campaña en Canadá para llamar la atención sobre el tema. En 1967, fundó la Asociación provincial de Igualdad de Derechos para las Mujeres Indias (más tarde Derechos Indios para las Mujeres Indias), que creció hasta convertirse en una organización nacional.Tras ponerse en contacto con la senadora Thérèse Casgrain, una conocida defensora de los derechos de las mujeres, se animó Two-Axe Earley a presentar un informe a la Comisión Real sobre la Condición Jurídica y Social de la Mujer. A pesar de la presión de los miembros de la reserva de Kahnawake que querían que ella dejara de hacer campaña, encabezó un grupo de 30 mujeres mohawk para hablar ante la Comisión, y la Comisión hizo una recomendación formal para que se enmendara la Ley Indígena de modo que todos los pueblos de las Naciones Originarias "deberían disfrutar de los mismos derechos y privilegios en materia de matrimonio y propiedad que otros canadienses", independientemente del género.
Two-Axe Earley enfrentó una fuerte oposición de los líderes masculinos de las Naciones Originarias durante su trabajo. Algunos sugirieron que cambiar la Ley Indígena para restaurar el estatus y los derechos perdidos de las mujeres y sus hijos -permitiéndoles regresar a sus comunidades originales- supondría demasiada presión financiera para las reservas de las Naciones Originarias. Algunos también expresaron temores de que permitir que las mujeres de las Primeras Naciones se casaran con hombres no indígenas sin penalización podría resultar en la erosión gradual de la cultura y la autonomía indígenas en Canadá.
En 1969, el marido de Two-Axe Earley murió y ella decidió regresar a su antigua comunidad en Quebec. Aunque Two-Axe Earley había heredado una casa en la reserva de Kahnawake de su abuela, le dijeron que ya no era bienvenida a vivir allí. Encontró una manera de eludir las reglas regalando la casa a su hija, que había recuperado el estatus de india después de casarse con un hombre mohawk de la reserva. Two-Axe Earley se describió a sí misma como "una invitada en mi propia casa".
Two-Axe Earley cofundó la Asociación de Mujeres Nativas de Quebec en 1974. Al año siguiente, junto con otras sesenta mujeres originarias de la reserva de Kahnawake, asistió a la Conferencia del Año Internacional de la Mujer en México como miembro de la delegación canadiense. Mientras estaba en la conferencia, se enteró de que el consejo de la banda había aprovechado su ausencia de Kahnawake utilizando la Ley Indígena para desalojarla formalmente. Two-Axe Earley utilizó la conferencia para dar a conocer su situación, lo que recibió atención nacional e internacional, y se retiró la notificación de desalojo entregada por Kahnawake. En 1976, fue elegida miembro de la recién formada Junta Directiva del Instituto Canadiense de Investigación para el Avance de la Mujer.
En una primera conferencia de ministros en 1982, Two-Axe Earley intentó hablar sobre su causa, pero se le negó el permiso. Cuando se enteró, el primer ministro de Quebec, René Lévesque, le brindó su apoyo ofreciéndole su asiento. La Carta Canadiense de Derechos y Libertades se promulgó ese mismo año y, posteriormente, la causa de la igualdad de género indígena cobró impulso.
El 28 de junio de 1985, el Parlamento canadiense aprobó el proyecto de ley C-31 para modificar la Ley india. El proyecto de ley eliminó la discriminación legal de género que había afectado a las mujeres indígenas en su elección de marido y permitió a las mujeres que habían sido despojadas de su condición de indias recuperarla mediante un proceso de reintegración. Two-Axe Earley fue la primera mujer a la que el ministro de Asuntos Indígenas, David Crombie, restableció su estatus.
Two-Axe Earley continuó viviendo en Kahnawake hasta su muerte. El 21 de agosto de 1996 falleció por insuficiencia respiratoria, a los 84 años. Fue enterrada en el cementerio católico de la reserva de Kahnawake, un deseo hecho posible gracias a los cambios legales que su lucha había conseguido.

### Consecuencias
La legislación modificada hizo posible que otras 16.000 mujeres de las Naciones Originarias y 46.000 descendientes recuperaran su estatus indio perdido.  Entre estas personas, casi 2.000 mujeres cumplieron los requisitos para regresar a Kahnawake, una afluencia que provocó nuevos debates comunitarios sobre el uso de los recursos.
Algunas reservas simplemente continuaron negándose a permitir el regreso de las mujeres, a pesar de haber recuperado su estatus legal. En 1993, varios grupos de las Naciones Originarias llevaron su oposición a los tribunales, argumentando que el gobierno federal no tenía derecho a influir en quién era elegible para ser miembro de la banda. En diciembre de ese año, a pesar de sus problemas de salud, Two-Axe Earley, de 82 años, brindó su testimonio personal en el caso judicial como testigo del Consejo Nativo de Canadá, describiendo el impacto negativo de la antigua Ley Indígena sobre las mujeres de las Naciones Originarias. El tribunal decidió que el proyecto de ley C-31 se mantendría.

## Premios y reconocimientos
En 1979, por sus contribuciones a los derechos de las mujeres y la igualdad de género, Two-Axe Earley recibió el Governor General's Persons Case Award. En 1981, recibió el doctorado honoris causa en Derecho de la Universidad de York. En 1985, fue admitida en la Orden Nacional de Quebec como Oficial.
Two-Axe Earley recibió conjuntamente el premio Robert S. Litvack de 1990 de la Universidad McGill en reconocimiento a sus contribuciones a "la defensa del estado de derecho y la protección del individuo contra el poder arbitrario". Lo recibió junto a sus compañeras activistas de las Naciones Originarias Jeanette Lavell y Sandra Lovelace. En 1996, Two-Axe Earley recibió un National Aboriginal Achievement Award por su trabajo para la aprobación del proyecto de ley C-31.
El 28 de junio de 2021, apareció un Doodle de Google que la celebraba en el trigésimo sexto aniversario de la enmienda de la Ley Indígena.